# Tyson Foods
Tyson Foods («Тайсон Фудз») — американская корпорация, работающая в пищевой промышленности. Компания является вторым крупнейшим в мире переработчиком и реализатором курятины, говядины и свинины после JBS S.A. и крупнейшим экспортёром свинины из США. Вместе со своими дочерними компаниями Tyson Foods владеет торговыми марками Tyson, Jimmy Dean, Hillshire Farm®, Ball Park, Wright, Aidells, ibp и State Fair.
Компания была основана Джоном У. Тайсоном в 1935 году.
Компания поставляет продукцию сетям супермаркетов и ресторанов Walmart, Kroger, KFC, Taco Bell, McDonald’s, Burger King, Wendy’s.
В списке крупнейших публичных компаний в мире Forbes Global 2000 за 2022 год Tyson Foods заняла 319-е место. В списке крупнейших компаний США по размеру выручки Fortune 500 заняла 81-е место.

## История
Компания была основана Джоном Тайсоном  в 1935 году, первоначально занималась торговлей курами, позже их разведением и переработкой. В 1963 году компания стала публичной. В начале 1960-х годов в США появилось много мелких хозяйств по разведению бройлеров, к 1967 году образовался кризис их перепроизводства, от которого убытки отрасли составили 50 млн долларов. Tyson Foods выдержала кризис и начала поглощать менее успешных конкурентов, к 1969 году на неё приходилось 2 % производства курятины в США. В 1970-х годах компания начала производство полуфабрикатов из курятины и переработку свинины. В 1988 году было создано совместное предприятие в Мексике Trasgo; в 1994 году доля партнёров была выкуплена. В июне 1989 года за 1,29 млрд долларов была куплена компания Holly Farms, крупнейший производитель курятины в США. В 1992 году Tyson вышла на рынок морепродуктов, купив компании Arctic Alaska Fisheries Corporation и Louis Kemp Seafood Company.
В 1992 году Tyson Foods сделала крупное пожертвование на избирательную кампанию Билла Клинтона (он был губернатором штата Арканзас, где базируется компания); это привлекло к Tyson общественное внимание: появился ряд статей, в которых компанию критиковали за низкие санитарные услувия на её предприятиях, плохие условия труда, несоблюдение законодательства об охране окружающей среды, использование политического влияния Клинтона. В 1994 году выручка компании превысила 5 млрд долларов, из них 75 % приходилось на курятину, остальное на свинину, говядину и полуфабрикаты. В этом году было создано совместное предприятие в КНР, а в 1995 году были куплены мощности по переработке курятины у Cargill.
В 2001 году за 3,2 млрд долларов была куплена компания IBP Inc., крупнейшая в США по расфасовке говядины и свинины; в результате Tyson Foods стала крупнейшей в мире и компанией по переработке мяса с оборотом 23 млрд долларов. В 2014 году был куплен производитель полуфабрикатов и мясных продуктов Hillshire Brands.

## Собственники и руководство
Контролируемое семьёй Тайсон партнёрство Tyson Limited Partnership владеет всеми акциями класса B и 2,27 % акций класса A, что в сумме даёт ему 71,15 % голосов в Tyson Foods.
- Джон Тайсон (John H. Tyson) — внук основателя, председатель совета директоров с 1998 года, с 2000 по 2006 год был также генеральным директором, в компании с 1973 года[11].
- Донни Кинг (Donnie King) — президент и генеральный директор с июня 2021 года.

## Деятельность
Мясо для разработки закупается у фермеров в виде живого скота, за исключением кур, котраые частично разводятся на собственных предприятиях. Всего у компании 240 предприятий в США и 27 в других странах. Крупнейшим клиентом является сеть супермаркетов Walmart (17,7 % выручки в 2021/22 финансовом году), всего на розничную торговлю в США приходится 44 % продаж, на предприятия общественного питания США — 29 %, на экспорт и зарубежные операции — 15 %. Продукция компании продаётся в 140 странах и регионах, в частности в Австралии, Канаде, Центральной Америке, Чили, Китае, Европейском союзе, Великобритании, Японии, Мексике, Малайзии, Ближнем Востоке, Сингапуре, Республике, Корея, Таиланде и Тайване.
Подразделения по состоянию на 2022 год:
- Говядина — переработка и оптовая торговля говядиной; 14 предприятий по забою и разделке скота; 37 % выручки.
- Свинина — переработка и оптовая торговля свининой; 7 предприятий по забою и разделке свиней; 12 % выручки.
- Курятина — разведение кур в США, производство курятины, в том числе замороженной и в виде полуфабрикатов; 185 предприятий; 32 % выручки.
- Готовая пища — производство замороженных полуфабрикатов, охлаждённых готовых блюд и закусок, включая гамбургеры, пиццы, хот-доги, этнические и другие блюда; 34 предприятия; 18 % выручки.
- Зарубежные предприятия — 5 % выручки.

Зарубежные филиалы:
- Cobb-Vantress — разведение кур в Аргентине, Бразилии, Великобритании, Доминиканской Республике, Индии, Испании, Китае, Колумбии, Нидерландах, Новой Зеландии, Перу, Турции и Филиппинах.
- Tyson Asia-Pacific — разведение кур в Таиланде, переработка различных видов мяса в Малайзии и Австралии.
- Tyson China-Korea — предприятия по разведению кур и переработке мяса в КНР и Южной Корее.
- Tyson Europe — торговля курятиной в Европе, а также предприятие по переработке курятины в Нидерландах.
- Vibra Agroindustrial S.A. — совместное предприятие в Бразилии по переработке курятины.
- Holding Agro Industrial S.A. — совместные предприятия в Аргентине и Уругвае по переработке курятины.
- Godrej Tyson Foods — совместное предприятие в Индии по переработке курятины.
- Tyson Mexico Trading Company — торговля курятиной и полуфабрикатами в Мексике.